# Prinz Eitel Friedrich
La SMS Prinz Eitel Friedrich era una nave corsara tedesca della prima guerra mondiale che operò nelle acque dell'Oceano Atlantico fuori dal Brasile in missioni a medio raggio.

## Tavola delle 11 navi affondate dalla corsara
| Data             | nave           | Tipo            | Nazionalità | Tonnellaggio GRT | Fate                                                        |
| ---------------- | -------------- | --------------- | ----------- | ---------------- | ----------------------------------------------------------- |
| 5 dicembre 1914  | Charcas        | Nave mercantile | Britannica  | 5,067            | Affondata                                                   |
| 11 dicembre 1914 | Jean           | Veliero         | Francese    | 2,207            | Mantenuta come carboniera Autoaffondata il 31 dicembre 1914 |
| 12 dicembre 1914 | Kidalton       | Veliero         | Britannica  | 1,784            | Affondata                                                   |
| 26 gennaio 1915  | Isabel Browne  | Veliero         | Russa       | 1,315            | Affondata                                                   |
| 27 gennaio 1915  | Pierre Lott    | Veliero         | Francese    | 2,196            | Affondata                                                   |
| 27 gennaio 1915  | William P Frye | Veliero         | Americana   | 3,374            | Affondata                                                   |
| 28 gennaio 1915  | Jacobsen       | Veliero         | Francese    | 2,195            | Affondata                                                   |
| 12 febbraio 1915 | Invercoe       | Veliero         | Britannica  | 1,421            | Affondata                                                   |
| 18 febbraio 1915 | Mary Ada Short | Veliero         | Britannica  | 3,605            | Affondata                                                   |
| 19 febbraio 1915 | Floride        | Veliero         | Francese    | 6,629            | Affondata                                                   |
| 20 febbraio 1915 | Willerby       | Veliero         | Britannico  | 3,630            | Affondata                                                   |